# Das siebente Opfer
Das siebente Opfer (auf Plakaten Das 7. Opfer) ist ein deutscher Kriminalfilm, der 1964 unter der Regie von Franz Josef Gottlieb in West-Berlin gedreht wurde. Die Verfilmung des Romans Mit Mord begann es (Originaltitel: Murder Is Not Enough) von Bryan Edgar Wallace war der siebente von insgesamt zehn Bryan-Edgar-Wallace-Filmen von Artur Brauners CCC-Film, mit denen der Filmproduzent am Erfolg der 1959 gestarteten Edgar-Wallace-Serie der Konkurrenz teilhaben wollte. Filmstart in den bundesdeutschen Kinos war am 27. November 1964.

## Handlung
Der wohlhabende Lord Mant, ein ehemaliger Richter, ist stolzer Besitzer des Pferdes Satan, das als Favorit des bevorstehenden Pferderennens Royal Ascot gilt. Skrupellose Verbrecher, allen voran der zwielichtige Geschäftsmann und Nachtclubbesitzer Ed Ranova, wollen den Sieg des Pferdes verhindern und schrecken auch vor Mord nicht zurück. Als während einer Party des Lords ein Trompeter, der offenbar zu viel wusste, erschossen wird, übernimmt Inspektor Bradley von Scotland Yard den Fall. Zum Umfeld des Lords gehören unter anderem Mants Schwester Jenny Stratford, deren attraktive Nichte Avril Mant, der erpressbare Veterinär Howard Trent sowie der neugierige Butler Irving und Reverend Turner, ein häufiger Gast des Hauses. Wenig später trifft noch der eigenwillige Maler Peter Brooks, ein eher zufälliger Gast, im Schloss ein. Er interessiert sich unter anderem für Avril, die auch von Howard Trent umworben wird.
Schließlich fällt Lord Mant selbst einem Mord zum Opfer. Inspektor Bradley stellt am nächsten Morgen fest, dass der Safe des Lords geöffnet und ein Testament gestohlen wurde. Brooks empfängt unterdessen die ihm nachgereiste Diätschwester Molly Dobson, die gemeinsam mit ihrem Patienten die Gespräche des Hauses abhört. Auf Schloss Mant und im Londoner Nachtclub Silberne Peitsche ereignen sich weiterhin rätselhafte Dinge. Verdächtige und unschuldige Personen werden kaltblütig beseitigt, heiße Spuren verlaufen im Nichts. Am Tag des Rennens verschwindet der Jockey, der Satan reiten soll und der Sohn des Lords wird ermordet. Auflösung: Im letzten Moment reitet Avril Satan und führt ihn zum Sieg des Derby von Ascot. Inspektor Bradley entlarvt schließlich noch einen weiteren Hintermann der kriminellen Machenschaften: Reverend Turner, der Bruder des unschuldig hingerichteten Falconetti, der sich an Ranova rächen wollte.

## Entstehungsgeschichte

### Vorgeschichte
Im Fahrwasser der seit 1959 von Constantin Film vermarkteten Edgar-Wallace-Filme der Rialto Film entstanden in den 1960er Jahren zahlreiche weitere Kriminalfilme nach ähnlichem Muster. 1960 startete der bereits in den 1950er Jahren etablierte Filmproduzent Artur Brauner mit den Doktor-Mabuse-Filmen eine eigene Filmserie. Ab 1962 brachte er Filme nach Stoffen von Bryan Edgar Wallace, dem Sohn des bekannten Schriftstellers Edgar Wallace, in die Kinos. Brauner hatte Verfilmungsrechte der Romanvorlagen und das Recht, den Namen Bryan Edgar Wallace für frei erfundene Filmstoffe zu verwenden, erworben.
Nach dem im Juli 1964 gestarteten Film Das Ungeheuer von London-City war als Nächstes die Realisierung des Bryan-Edgar-Wallace-Films Der weiße Teppich geplant. Als Hauptdarsteller waren Carlos Thompson, Sabine Bethmann, Hans Nielsen, Walter Rilla, Charles Regnier und Chris Howland, als Regisseur Franz Josef Gottlieb vorgesehen. Aufgrund der Ähnlichkeit mit dem Titel des Weinert-Wilton-Krimis Der Teppich des Grauens verschob man das letztlich nie realisierte Projekt.

### Vorproduktion und Drehbuch
Regisseur Franz Josef Gottlieb hatte ein Drehbuch nach dem Roman Mit Mord begann es (Originaltitel: Murder is not enough) verfasst, das ohne Änderung von Artur Brauner und vom Nora-Filmverleih akzeptiert wurde. Gottlieb hatte bereits mehrere erfolgreiche Kriminalfilme inszeniert, darunter Der schwarze Abt nach Edgar Wallace und Das Phantom von Soho nach dessen Sohn Bryan Edgar. Für das Szenenbild waren die Architekten Hans-Jürgen Kiebach und Ernst Schomer verantwortlich. Während die beiden vorangegangenen Bryan-Edgar-Wallace-Filme im aufwendigen Ultrascope-Format (1:2,35) entstanden waren, wurde Das siebente Opfer im Normalformat (1:1,33) aufgenommen. Kameramann war der Schweizer Richard Angst, zu dessen bekanntesten Arbeiten unter anderem Die weiße Hölle vom Piz Palü (1929), Rembrandt (1942) und Das Wirtshaus im Spessart (1958) gehören.

### Dreharbeiten
Die Dreharbeiten fanden vom 10. August bis 11. September 1964 in West-Berlin und in den CCC-Studios in Berlin-Haselhorst statt. Die Szenen an der Ruine entstanden in der Einemstraße am Nollendorfplatz, die Reit- und Stall-Aufnahmen filmte man beim Reitsportverein Deutschlandhalle. Da man auch in der Reithalle im Originalton drehte, mussten viele Szenen mehrmals wiederholt werden, was die Filmarbeiten verzögerte. Die unter anderem aus Wallace-Filmen von Regisseur Franz Josef Gottlieb bekannten Schauspieler Werner Peters und Dieter Borsche haben im Film jeweils einen kurzen Cameo-Auftritt als Party- bzw. Nachtclub-Gast. Rolf Zacher hatte als Nachtclub-Kellner einen seiner ersten Filmauftritte.

### Filmmusik
Bis zur 2005 erfolgten Neuabtastung fehlte bei allen Video- und Fernsehfassungen der farbige Vorspann des ansonsten in Schwarzweiß gedrehten Films. Deshalb war jahrelang nicht (mehr) bekannt, dass die originale Titelmusik von Raimund Rosenberger auch in der deutschen Fassung des 1966 von Constantin Film koproduzierten Edgar-Wallace-Films Das Rätsel des silbernen Dreieck zu hören ist. Bisher erschien kein Musiktitel des Film-Soundtracks auf CD.

## Rezeption
Die FSK gab den Film nach einer Prüfung am 5. November 1964 ab 16 Jahren frei. Die vorherigen Wallace-Filme Brauners wurden von den marktführenden Filmverleihern Gloria-Film und Constantin-Film (Der Fluch der gelben Schlange) professionell und in Abstimmung mit anderen Filmtiteln vermarktet. Der vom Nora-Filmverleih vertriebene Film Das siebente Opfer konnte sich trotz Starbesetzung und positiver Kritiken schlechter gegen die aufwendig beworbenen Filme der Konkurrenz durchsetzen als seine Vorgänger. Bei den damals durchgeführten Umfragen des Fachblattes Filmecho/Filmwoche, bei denen die Kinobetreiber den Erfolg aktueller Filme auf einer Skala von 1 (ausgezeichnet) bis 7 (sehr schlecht) bewerten konnten, schnitt der Film mit der Note 3,6 ab. Zum Vergleich: Die im gleichen Jahr veröffentlichten Filme Das Wirtshaus von Dartmoor (3,1), Der Hexer (2,3) und Die Todesstrahlen des Dr. Mabuse (3,6).
Nachdem Artur Brauner die Mabuse-Serie eingestellt hatte, kam es zunächst auch nicht zur Realisierung weiterer Bryan-Edgar-Wallace-Filme. So wurde das für 1964/65 angekündigte Projekt Der weiße Teppich nicht weiter verfolgt. Unter der Regie von Franz Josef Gottlieb sollten darin Carlos Thompson, Sabine Bethmann, Hans Nielsen, Walter Rilla, Chris Howland und Charles Regnier mitwirken. Der Ankündigungstext versprach einen „mit Dynamit geladenen Krimi. Um einen weißen Gebetsteppich, ein aus Tibet gestohlenes Heiligtum, entsteht im London von heute ein Kampf, bei dem sich rätselhafte Morde mit zunächst unerklärlichen Motiven ereignen.“ Stattdessen konzentrierte sich Brauner auf internationale Großproduktionen wie Der Schatz der Azteken (1965) oder Die Nibelungen (1966/67). Die Bryan-Edgar-Wallace-Serie sollte erst mit der 1970 uraufgeführten italienisch-deutschen Koproduktion Das Geheimnis der schwarzen Handschuhe fortgesetzt werden.

### Kritiken
„Ob verschiedener Tatmotive überschneiden sich die Delikte von zwei Verbrechergruppen, sodaß die Handlung undurchsichtig, wenn auch restlos gelöst wird.“

„Relativ geschickt gestaltet und humorvoll aufgelockert.“